# Gibberula marioi
Gibberula marioi is een slakkensoort uit de familie van de Cystiscidae. De wetenschappelijke naam van de soort is voor het eerst geldig gepubliceerd in 2000 door Espinosa & Ortea.